# IRC機器人

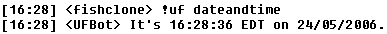
一個簡易的IRC機器人指令。

IRC機器人是IRC中的一類特殊用户，它就如其他人類用户一樣出現在使用户清單上，但是其本身是由電腦程式語言寫成，並運行於伺服器上。IRC機器人一般是爲了方便人類用户而設立的，它与一般客户端的区别在于它并不为人类用户提供可以互动的对IRC的访问，而是执行自动的操作。

## 功能
IRC 機器人通常架設在服务器中，用以防止 IRC 遭到使用者對頻道的惡意刷屏，而另一個例子是當管理員進入 IRC 時，IRC 機器人也會對所有使用者進行廣播，以此告知他們。但有許多功能必須將 IRC 機器人配有管理員權限才能使用。一般來說，IRC 機器人都會在長時間運行的伺服器上架設（通常伺服器為 BSD 或 Linux），最佳情況是具有快速與穩定的網際網路連線基礎。

## 在現今文化
- 2014年2月，实况網站 Twitch 採用了IRC 機器人技術，將使用者在聊天室中的文字轉換成按鍵碼傳入遊戲，讓所有觀眾都可以在聊天室中下指令，從而操控遊戲中的人物，相應的遊戲其中包括馬力歐與神奇寶貝[1][2]。

- 低頻獵人 在 2006 年的一首歌曲的讲述了人类IRC用户 Boten Anna 被誤認為是一個 IRC 機器人的故事。

## 外部連結
- 中的“IRC Bots”